# Рупцы
Ру́пцы (болг. рупци; также рупалани, рупалии, рупченци) — этнографическая (субэтническая) группа болгар, населяющая регион Рупчос в южной части Болгарии.
От других групп болгар рупцев отличает сохранение архаичных черт как в говорах, так и в особенностях быта и культуры. Кроме того, для рупцев характерен особый тип хозяйства, сложившийся в условиях жизни в горной местности.

## Название и область расселения
Общепринятого объяснения происхождения этнонима «рупцы» среди болгарских этнографов нет. Среди имеющихся попыток объяснения его появления наиболее распространёнными являются версии, связывающие этноним «рупцы» со словами «ропа», «рупа», означающими яму, в которой сжигались дрова для получения древесного угля, и со славянским словом «рубить». В обоих случаях название этой субэтнической группы связывается с одним из видов занятий местных жителей — заготовкой древесины и угля.
Болгарский исследователь И. Кочев считает рупцев прямыми потомками одного из древних славянских племён, сохранившими своё племенное название до наших дней. С иных позиций к происхождению этнонима «рупцы» подходил А. Страшимиров, полагавший, что своё название группа получила от исследователей, изучавших их народную культуру. На это указывает тот факт, что ни названия «рупцы», ни существования такой этнографической группы ранее не было известно. Кроме того, после изменения границ Болгарии по условиям Берлинского трактата рупцы свободно меняли своё название: переселявшиеся в Болгарию рупцы могли называть себя тракийцами, а оставшиеся в Родопах, которые принадлежали Турции, могли называть себя македонцами.
Согласно данным издания «Болгарская этнография» Н. Колева, областью расселения рупцев является историко-географический регион Рупчос, расположенный в горных районах Средних Родоп между бассейнами рек Выча и Асеница (Чая). Согласно современному административно-территориальному делению Болгарии, этот регион находится в Смолянской области, в него входят такие населённые пункты, как Хвойна, Павелско, Оряхово, Чепеларе и другие. По другим данным, к ареалу рупской этнографической группы относят обширный регион Южной Болгарии, охватывающий Странджу, Родопы, часть Рил и Пирина, а также часть Верхнефракийской низменности до реки Марица. Более того, согласно исследованиям А. Страшимирова, к области расселения рупцев следует относить территории в современной Греции до города Сере и далее вниз по течению Струмы южнее гор Круша вплоть до берега Эгейского моря, а также до города Килкис (Кукуш) и далее до Салоников, затем западнее реки Вардар через село Эмборион (Эмборе) до Костурской области на границе Греции и Албании. В прошлом во время Балканских войн болгарское население указанных регионов (Западной Фракии и Восточной Фракии и Македонии) массово бежали в Болгарию, оставшееся славянское население позднее было ассимилировано греками. Г. П. Аянов проводил границу между загорцами и рупцами по горной области Странджа — ареал загорцев он локализовал в северных районах Странджи, а ареал рупцев — во внутренних и южных районах Странджи, а также в более южных областях до Стамбула и Малой Азии. П. Р. Славейков проводил северную границу расселения рупцев по правому берегу Марицы от Дидимотихона на востоке до Хасково на западе, где руцев называют рупаланы, и далее по левому берегу Марицы до Чирпана и севернее вплоть до предгорий Средна-Горы, затем от Пловдива на юг до Станимаки (Асеновграда) и Кричима к подножьям Родоп и до Елли дере (Септември) и Чепина.
Миграции рупцев и их смешение с другими болгарскими группами привели к формированию новых этнографических (субэтнических) групп: тракийцев и добруджанцев.

## Язык
В прошлом основным языком бытового общения у рупцев были говоры рупской группы восточноболгарского диалектного ареала. В частности, среднерупские (родопские) смолянские, хвойнинские и другие. Одной из особенностей этих говоров является распространение тройственной формы постпозитивного определённого артикля: общая форма (-ът, -та, -то), форма для близких объектов (-ъс, -са, -со) и форма для удалённых объектов (-ън, -на, -но).

## Тип хозяйства
Расселение рупцев преимущественно в горной местности стало причиной распространения у них как основного занятия скотоводства, и в первую очередь овцеводства. Трудоёмкое и неэффективное земледелие в горах, в основном мотыжное, не могло обеспечить местное население всем необходимым. Зачастую зерно обменивалось на продукты животноводства на рынках и ярмарках в соседних регионах. Низкодоходное сельское хозяйство побудило население региона Рупчос освоить помимо разведения скота разного рода ремёсла: изготовление шерстяных тканей, производство изделий из меди, каменное строительство. Развитию ремёсел способствовал среди прочего избыток в горах необходимого для работы сырья. Также значительная часть мужского населения региона Рупчос отправлялась на сезонные заработки (гурбет) на юг — в Беломорье, позднее — во внутренние районы Болгарии.

## Культурно-бытовые особенности
Развитие ремесла, отходничества, торговли продуктами овцеводства привели к сравнительно обеспеченной жизни рупцев к рубежу XVIII—XIX веков. Обычным в рупских сёлах стало строительство высоких двух-трёхэтажных каменных домов. Вместо соломы в качестве кровельного материала стали использовать черепицу, жилой этаж стали делить на несколько комнат. Со временем родопская архитектура обрела единые черты и стала отличаться искусной внешней отделкой. Внутреннее убранство помещений включало шкафы-ниши в каменных стенах (долапы), расставленную на полках медную посуду, изделия ручного ткачества для интерьера.
Мужской народный костюм рупцев отличался преобладанием тёмных тонов (чернодрешковый). Основу женского костюма составляла рубаха с саей, распашной курткой особого покроя, и фартуком с типичной клетчатой разноцветной вышивкой. Головной убор у женщин в прошлом украшали широкие белые ленты-платки, спадавшие по плечам.
К традиционной пище рупцев относят блюда из молочных продуктов и ржаной хлеб. Наиболее характерным блюдом для Рупчоса как для овцеводческого региона был жареный ягнёнок (чевермьо).
Формирование крупных овцеводческих хозяйств и развитого ремесленного производства привели к тому, что у рупцев с одной стороны достаточно рано сложилась малая семья, с другой стороны, наметилась тенденция к кооперации и взаимной поддержке.